# Розафа
Розафа или Шкодренското кале (на албански: Kalaja e Shkodrës) е средновековна крепост издигаща се над Шкодра, и същевременно най-голямата историческа забележителност на града.
Крепостта се намира на 130 m надморска височина и е естествено защитена, защото е обградена от реките Бояна и Дрин. 
Предполага се, че мястото поради стратегическото си защитно местоположение е укрепено още по времето на илирите, по време на тяхната съпротива срещу римляните по времето на илирийските войни.
От 167 г. пр.н.е. мястото е под римска власт. Според Йохан Георг фон Хан крепостта е служела през средновековието само за защита при нападение срещу жителите на града, което селище се намирало непосредствено южно от нея. Розафа е многократно превземана от Венецианската република, обаче през 1478 г. венецианският адмирал Томазо Малипиеро е натоварен от дожа като посланик при османците да иска мир, и в края на пролетта пристига от Шкодра в Кюстендил, където се намирал лагера на османския владетел Мехмед II с дивана в състав от трима везири. По силата на мирния договор, Розафа с Шкодра остават в рамките албанските територии, а Републиката на Свети Марко си запазва контрола върху другата Адриатика, по-известна като Албания Венета. 

## Легендата
Според една легенда, останала и в бугарщиците и българския юнашки епос, крепостта била издигната от трима братя. И тримата по цял ден работили, за да я съградят, обаче през нощта всичко изградено през деня се рушало (явно преданието има предвид честите ѝ превземания и сривания). Един ден те срещнали един мъдър старец, който им дал ценен съвет – да зазидат някой в основата на крепостта, за да не се руши, т.е. да направят жертвоприношение. Братята решили, да жертват нещо мило и драго за успеха на общото начинание. В крайна сметка се спогодили, това да бъде онази съпруга, която на другия ден им донесе първа храна на строежа, а това била жената на най-малкия брат на име Розафа (според една версия, по-големите братя предупредили своите съпруги да закъснеят), от и по която крепостта получила и името си. 